# Das Verborgene Museum (Ausstellung)
Die Ausstellung Das Verborgene Museum war in der Akademie der Künste (Berlin-Hansaviertel) vom 18. Dezember 1987 bis zum 7. Februar 1988 zu sehen. Sie wurde durch die beiden Künstlerinnen Evelyn Kuwertz und Gisela Breitling in Zusammenarbeit mit dem Projektträger Neue Gesellschaft für Bildende Kunst anlässlich der 750-Jahr-Feier Berlins realisiert. Der Kunstverein Neue Gesellschaft für Bildende Kunst wurde 1969 gegründet und stellte eine Alternative zu herkömmlichen Kunst- und Kulturvereinen dar. Die Kultureinrichtung war in der West-Berliner Kunst- und Kulturszene schnell verankert.

## Aufbau
Zur Vorbereitung der Ausstellung wurden die Depotbestände namhafter Berliner Museen durchforstet: Kunstbibliothek, Brücke-Museum, Artothek des Neuen Berliner Kunstvereins, Georg-Kolbe-Museum, Königliche Porzellan-Manufaktur Berlin, Kupferstichkabinett, Berliner Museum, Gemäldegalerie, Nationalgalerie, Berlinische Galerie, Bauhaus-Archiv und die Sammlungen der Stiftung Preußische Schlösser und Gärten Berlin-Brandenburg. Aus insgesamt 600 gefundenen Werken wurde eine Ausstellung mit etwa 150 Exponaten zusammengestellt.
Ein erster, historischer Teil umfasste einen Zeitraum von über 500 Jahren und zeigte in den Sammlungen gefundene Werke. Der zweite, räumlich vom ersten getrennte Teil mit dem Untertitel Dein Land ist Morgen, tausend Jahre schon (Ingeborg Bachmann) stellte elf Künstlerinnen mit Werken zwischen 1953 und 1987 vor, die teils aus öffentlichen, teils aus privaten Sammlungen der Bundesrepublik und Westberlin stammten, teils aber auch eigens für die Ausstellung konzipiert worden waren. Durch die Ausschreibung zu dieser Ausstellung wurden Künstlerinnen, die zu diesem Zeitpunkt in Berlin lebten, dazu angeregt, sich mit der Beziehung von Künstlerin und Frau zu ihrer Geschichte zu befassen.

## Rezeption
Als Verdienst der Ausstellung sah Sigrid Schade es an, eine beeindruckende Schau von Künstlerinnen, deren Existenz zum großen Teil nicht bekannt gewesen war, vorgeführt zu haben. Doch hielt sie die Ausstellung trotz des Umfangs und der großen Publikumsresonanz für enttäuschend. Sie kritisierte unter anderem die mangelnde Genauigkeit bei den mit den Werken präsentierten Daten und die „fehlende Stringenz des Ausstellungskonzepts“. Auch kritisierte sie es als „Eigeninszenierung“, dass die beiden Kuratorinnen Gisela Breitling und Evelyn Kuwertz selbst zwei der elf Künstlerinnen des zweiten Teils waren. Zwar wird im Katalog mitgeteilt, die Mitglieder der Vorbereitungsgruppe hätten beschlossen, welche Künstlerinnen in diesem zeitgenössischen Teil präsentiert werden sollten: Breitling und Kuwertz hätten also nicht eigenmächtig darüber entschieden, dass ihre Arbeiten in die Ausstellung aufgenommen wurden. Doch Ingrid Wagner-Kanthuser, die als Kuratorin für diesen Teil der Ausstellung verantwortlich war, äußerte, dass Breitling und Kuwertz auf einer Wand in diesem Raum bestanden hätten. Wagner-Kanthuser habe die Verantwortung für diese Entscheidung abgelehnt und sei daher auch nicht im Vorwort des Katalogs präsent.
Die Ausstellung Das Verborgene Museum verstand sich als erster Impuls für weiterführende Forschungsarbeiten zur Rolle der Künstlerinnen in der Institution Museum. Parallel zur Ausstellung waren ähnliche Projekte auch in Bielefeld und Düsseldorf geplant worden, scheiterten aber am Widerstand der Museumsleiter. „Das wegweisende Konzept des Verborgenen Museums ging damals in der mangelnden positiven Rezeption unter.“

## Finanzierung
Die Finanzierung der ersten Ausstellung übernahm der Senat von Berlin im Rahmen der 750-Jahr-Feier. Für die Arbeit in den Sammlungen wurden junge Kunsthistorikerinnen engagiert und aus Projektmitteln bezahlt. Über den Zeitraum von zwei Jahren stellte der Berliner Senat für das Projekt 300.000 DM zur Verfügung.

## Ausstellungskataloge
Zu beiden Ausstellungsgruppen wurde je ein Katalog gestaltet, der neben der Dokumentation der ausgestellten Künstlerinnen Aufsätze zu den historischen Ausbildungs- und Arbeitsbedingungen von Frauen enthält. Wichtige Werke, die in den Sammlungen nicht zu finden waren, wurden als Faksimile-Reproduktionen vorgestellt, Schautafeln und Kataloge gaben einen Einblick in das Leben der Künstlerinnen. Ein Begleitprogramm mit Lesungen, Vorträgen und Podiumsdiskussionen sollte die Lage der Künstlerin in Vergangenheit und Gegenwart verdeutlichen.
- Ruth Nobs-Greter, Lida von Mengden, Marina Sauer, Ulrike Haß, Gisela Breitling, Renate Flagmeier, Gisela Zies: Das Verborgene Museum. Band 1. Dokumentation der Kunst von Frauen in Berliner öffentlichen Sammlungen. Hrsg.: Neue Gesellschaft für Bildende Kunst e. V., Berlin. Edition Hentrich, Berlin 1987, ISBN 3-926175-38-9.
- Neue Gesellschaft für Bildende Kunst e. V., Berlin (Hrsg.): Das Verborgene Museum. Band 2. Dein Land ist Morgen, tausend Jahre schon. Edition Hentrich, Berlin 1987, ISBN 3-926175-39-7.